# XII Premis Feroz
La 12a cerimònia de lliurament dels Premis Feroz, lliurats per l'Associació d'Informadors Cinematogràfics d'Espanya, va tenir lloc el 25 de gener de 2025 al Recinto Feiral de Pontevedra de Pontevedra, per a premiar el millor en cinema i televisió espanyola. La gala fou presentada per La Dani, guanyador del Premi Feroz al millor actor de repartiment el 2024 per Te estoy amando locamente.
La llista de nominacions als guardons es va donar a conèixer el 28 de novembre de 2024, representant un total de 157 pel·lícules i 59 sèries nominades. Enguany, el Feroz d'Honor serà atorgat al director Jaime Chávarri, figura clau per a la història cinematogràfica d'Espanya .
En les categories de pel·lícules, Casa en flames de Dani de la Orden és l que va rebre més nominacions amb vuit, seguida de Los destellos, La virgen roja i La habitación de al lado, amb sis cadascuna. La sèrie Movistar Plus+ Querer va liderar les nominacions de sèries amb set nominacions.
En les categories de pel·lícules, Casa en flames fou la més guardonada amb tres premis. En les categories de televisió, Querer va guanyar tres premis i fou la més guardonada.

## Múltiples nominacions i premis per pel·lícula
| Pel·lícula                 | Nominacions | Premis |
| -------------------------- | ----------- | ------ |
| Casa en flames             | 8           | 3      |
| Los destellos              | 6           | 0      |
| La virgen roja             | 6           | 0      |
| La habitación de al lado   | 6           | 2      |
| La estrella azul           | 4           | 0      |
| Salve Maria                | 4           | 2      |
| Polvo serán                | 3           | 1      |
| Escape                     | 3           | 0      |
| La infiltrada              | 3           | 0      |
| El 47                      | 2           | 1      |
| Marco, la verdad inventada | 2           | 1      |
| La casa                    | 2           | 1      |

## Nominats
Els nominats i guanyadors dels premis són:

### Cinema
| Millor pel·lícula dramàtica | Millor pel·lícula de comèdia |
| --- | --- |
| - Salve Maria; produïda per Sergi Casamitjana, María Zamora - La estrella azul produïda per Simón de Santiago, Amelia Hernández Causapé, Hernán Musaluppi - La habitación de al lado; produïda per Agustín Almodóvar, Esther García - La virgen roja; produïda per María Zamora, Stefan Schmitz - Los destellos; produïda per Fernando Bovaira, Valérie Delpierre, Simón de Santiago | - Casa en flames - Bodegón con fantasmas - Buscando a Coque - Escape - Volveréis |
| Millor actor protagonista | Millor actriu protagonista |
| - Eduard Fernández - Marco, la verdad inventada com Enric Marco - Pepe Lorente - La estrella azul com Mauricio Aznar - Urko Olazabal - Soy Nevenka com Ismael Álvarez - Antonio de la Torre - Los destellos com Ramón - David Verdaguer - La casa com a José | - Emma Vilarasau - Casa en flames com Montse - Patricia López Arnaiz - Los destellos com Isabel - Najwa Nimri - La virgen roja com Aurora - Laura Weissmahr - Salve Maria com María Aguirre - Carolina Yuste - La infiltrada com Mónica / Arantxa |
| Millor actor de repartiment | Millor actriu de repartiment |
| - Óscar de la Fuente - La casa com a Vicente - Enric Auquer - Casa en flames com a David - Julián López - Los destellos com a Nacho - José Sacristán - Escape com a Jutge - Alberto San Juan - Casa en flames com a Carlos | - Clara Segura - El 47 com a Carmen - Anna Castillo - Escape com Abril - Marina Guerola - Los destellos com a Madalen - María Rodríguez Soto - Casa en flames com a Júlia - Aixa Villagrán - La virgen roja com a Macarena                        |
| Millor direcció | Millor guió |
| - Pedro Almodóvar - La habitación de al lado - Arantxa Echevarría - La infiltrada - Dani de la Orden - Casa en flames - Paula Ortiz - La virgen roja - Pilar Palomero - Los destellos | - Eduard Sola — Casa en flames - Marcel Barrena, Beto Marini — El 47 - Javier Macipe — La estrella azul - Pedro Almodóvar — La habitación de al lado - Eduard Sola, Clara Roquet — La virgen roja                                                 |
| Millor música original | Millor tràiler |
| - Alberto Iglesias — La habitación de al lado - Arnau Bataller — El 47 - Fernando Velázquez — La casa - Maria Arnal — Polvo serán - Zeltia Montes — Salve Maria | - Miguel Ángel Trudu — Polvo serán - Alberto Leal — La habitación de al lado - Javier Morales — la infiltrada - Omar Bermúdez, Carlos Berot — Marco, la verdad inventada - Marta Longás, Jesús Fernández García — La virgen roja                  |
| Millor cartell | |
| - Octavio Terol, Lluís Tudela — Salve Maria - Jordi Rins — Casa en flames - Laura Pere — La estrella azul - Juan Gatti, Nico Bustos — La habitación de al lado - Emilio Lorente, Lluís Tudela — Polvo serán | |
| Premi Feroz Arrebato de Ficció | Premi Feroz Arrebato de No Ficció |
| - Polvo serán, per Ariadna Dot, Eugenia Mumenthaler, David Epiney, Tono Folguera, Giovanni Pompili i Carlos Marqués-Marcet - On the Go per Julia de Castro i María Gisele Royo - Por donde pasa el silencio, por Sandra Romero - Un sol radiant, per Mònica Cambra i Ariadna Fortuny - En la alcoba del sultán, per Javier Rebollo                                                   | - The Human Hibernation, per Anna Cornudella Castro - Caja de resistencia, per Concha Barquero Artés i Alejandro Alvarado Jódar - La hojarasca, per Macu Machin - Saturno, per Daniel Tornero - Zinzindurrunkrratz per Oskar Alegría              |

### Televisió
| Millor sèrie dramàtica | Millor sèrie de comèdia |
| --- | --- |
| - Querer; produïda per Susana Herreras, Fran Araújo, Juan Moreno, Koldo Zuazua (Movistar Plus+) - Los años nuevos ; produïda per Domingo Corral, Fran Araújo, Nacho Lavilla, Eduardo Villanueva (Movistar Plus+) - Cristóbal Balenciaga; produïda per Xabi Berzosa, Sofía Fábregas (Disney+) - Nos vemos en otra vida; produïda per Jorge Sánchez-Cabezudo, Alberto Sánchez-Cabezudo, Sofía Fábregas, Koldo Zuazua (Disney+) - Yo, adicto; produïda per Sofía Fábregas, Aitor Gabilondo, Laura Rubirola, Javier Giner (Disney+) | - Celeste; produïda per Fran Araújo, Javier Méndez, Alejandro Flórez, Diego San José (Movistar Plus+) - Mamen Mayo; produïda per Adrián Guerra, Núria Valls, Miguel Ángel Faura, Eduard Sola (SkyShowtime) - Muertos S.L.; produïda per Susana Herreras, Alberto Caballero (Movistar Plus+) - Medina, el estafador de famosos; produïda per Jorge Ponce, Ricardo Castella, Lydia Cerrudo, Xen Subirats (Prime Video) |
| Millor actor protagonista d'una sèrie | Millor actriu protagonista d'una sèrie |
| - Oriol Pla - Yo, adicto com Javier Giner - Francesco Carril - Los años nuevos com Oscar - Tristán Ulloa - El Cas Asunta com Alfonso Basterra - Alberto San Juan - Cristóbal Balenciaga com a Cristóbal Balenciaga - Pedro Casablanc – Querer com Iñigo Gorosmendi | - Nagore Aranburu - Querer com Miren Torres - Mónica López - Rapa com Tomás Hernández - Carmen Machi - Celeste com Sara Soriano - Candela Peña - El Cas Asunta com Rosario Porto - Iria del Río - Los años nuevos com Ana |
| Millor actor de repartiment d'una sèrie | Millor actriu de repartiment d'una sèrie |
| - Pol López - Nos vemos en otra vida com Emilio Trashorras - Miguel Bernardeau – Querer com Aitor - Javier Gutiérrez - El Caso Asunta com jutge Malvar - Iván Pellicer – Querer com Jon - Manolo Solo - Celeste com Tony | - Nora Navas - Yo, adicto com Anaís López - Tamara Casellas - Nos vemos en otra vida com mare de la nena - María León - El Cas Asunta com Cristina Cruces - Loreto Mauleón – Querer com paula - Clara Sans - Celeste com Dani |
| Millor guió d'una sèrie | |
| - Alauda Ruiz de Azúa, Eduard Sola, Júlia de Paz — Querer - Diego San José, Daniel Castro, Oriol Puig — Celeste - Rodrigo Sorogoyen, Sara Cano, Paula Fabra, Marina Rodríguez Colás, Antonio Rojano — Los años nuevos - Jorge Sánchez-Cabezudo, Alberto Sánchez-Cabezudo, Pablo Remón, Daniel Remón, Roberto Martín Maiztegui, Guillermo Chapa — Nos vemos en otra vida - Javier Giner, Aitor Gabilondo, Jorge Gil, Alba Carballal — Yo, adicto                                                                                 | |

### Premi Feroz d'Honor
- Jaime Chávarri